# Джулі Бенц
Джу́лі Бенц (також Бенз, англ. Julie Benz; нар. 1 травня 1972, Піттсбург, Пенсільванія, США) — американська акторка та колишня фігуристка. Найбільш відома роллю Рити Беннетт в телесеріалі «Декстер», за яку 2006 року отримала премію «Супутник» як найкраща акторка другого плану в серіалі та 2009 року — премію «Сатурн» за найкращу жіночу роль другого плану на телебаченні. Також відома роллю Дарли в серіалах «Ангел» та «Баффі — переможниця вампірів».

## Життєпис
Народилася в місті Пітсбург, штат Пенсільванія. Її батько був хірургом. Сім'я переїхала в сусіднє місто Меррісвілл, коли їй було 2 роки.
Уже у три роки почала займатися катанням на ковзанах. У 1988 році на Чемпіонаті США серед юніорів у танцях на льоду зайняла 13-е місце. Її старші брат Джефрі і сестра Дженіфер були чемпіонами США в танцях на льоду в 1987 році, брали участь у міжнародних змаганнях. Коли Джулі було 14 років, вона зазнала серйозної травми і пішла зі спорту. У передмісті Меррісвілла вона закінчила середню регіональну школу Франкліна.

### Кар'єра
До 1989 року, коли її кар'єра у фігурному катанні завершилася, Бенц зайнялася акторським мистецтвом і брала участь у постановках місцевого театру, де отримала роль у виставі «Street Law». Її перша роль у фільмі була епізодичною, але зі словами і цілком вдала, у другій частині «Чорна кішка» фільму жахів «Два злісних погляди» (1990), який спільно поставили Даріо Аргенто та Джордж А. Ромеро. Рік потому отримала роль у телешоу «Hi Honey, I'm Home» (1991), показ якого був припинений після двох сезонів.

### Особисте життя
У травні 1998 — грудні 2007 року була одружена з актором Джоном Касіром. 5 травня 2012 р. одружилася з Річем Ороско, з яким була заручена майже рік.

## Фільмографія

### Кінематограф
| Рік  |   | Українська назва                   | Оригінальна назва                      | Роль                |
| ---- | - | ---------------------------------- | -------------------------------------- | ------------------- |
| 1990 | ф | Два злісних погляди                | Two Evil Eyes                          | Бетті               |
| 1996 | ф |                                    | Darkdrive                              | Джулі Фалькон       |
| 1997 | ф | Краще не буває                     | As Good as It Gets                     | адміністратор       |
| 1997 | ф | Вигадане життя Ебботів             | Inventing the Abbotts                  | студентка           |
| 1999 | ф | Лузер                              | Dirt Merchant                          | Енджі               |
| 1999 | ф |                                    | Jawbreaker                             | Марсі Фокс          |
| 2000 | ф |                                    | Bad Girls from Valley High             | Даніель             |
| 2001 | ф |                                    | The Brothers                           | Джессі Колдуелл     |
| 2003 | ф | Джордж з джунглів 2                | George of the Jungle 2                 | Урсула Стенгоуп     |
| 2005 | ф |                                    | 8mm 2                                  | Лінн                |
| 2006 | ф |                                    | Kill Your Darlings                     | Кетрін              |
| 2008 | ф | Каратель: Територія війни          | Punisher: War Zone                     | Анжела Донателлі    |
| 2008 | ф | Рембо IV                           | Rambo                                  | Сара Міллер         |
| 2008 | ф | Пила 5                             | Saw V                                  | Брітт               |
| 2009 | ф | Святі з нетрів 2: День всіх святих | The Boondock Saints II: All Saints Day | Юніс Блум           |
| 2010 | ф |                                    | Bedrooms                               | Анна                |
| 2011 | ф |                                    | Answers to Nothing                     | Френкі              |
| 2011 | ф |                                    | Ricochet                               | Еліз Лерд           |
| 2014 | ф | Перевага                           | Supremacy                              | Крістен             |
| 2015 | ф | Коло                               | Circle                                 | дружина, жертва №45 |
| 2015 | ф |                                    | Life on the Line                       | Карлін              |
| 2016 | ф | Гевенгерст                         | Havenhurst                             | Джекі               |
| 2019 | ф |                                    | Foster Boy                             | Памела Дюпрі        |
| 2020 | ф | Ноктюрн                            | Nocturne                               | Кессі Лоу           |
| 2024 | ф |                                    | The Midway Point                       | міс Девейні         |

### Телебачення
| Рік       |    | Українська назва                     | Оригінальна назва                    | Роль                                                      |
| --------- | -- | ------------------------------------ | ------------------------------------ | --------------------------------------------------------- |
| 1991—1992 | с  |                                      | Hi Honey, I'm Home!                  | Бабс Нільсон (14 епізодів)                                |
| 1994      | с  | Одружені... та з дітьми              | Married... with Children             | Саша (Епізод: "Field of Screams")                         |
| 1996      | с  | Вир світів                           | Sliders                              | Дженні Міченер (Епізод: "The Electric Twister Acid Test") |
| 1997—2002 | с  | Баффі — переможниця вампірів         | Buffy the Vampire Slayer             | Дарла (6 епізодів)                                        |
| 1999—2000 | с  | Розвелл                              | Roswell                              | Кетлін Топольскі (7 епізодів)                             |
| 2002—2004 | с  | Ангел                                | Angel                                | Дарла (20 епізодів)                                       |
| 2004      | с  | NCIS: Полювання на вбивць            | NCIS                                 | Деніз Джонсон (Епізод: "A Weak Link")                     |
| 2004      | тф |                                      | The Long Shot                        | Енні Гаррет                                               |
| 2006      | с  | CSI: Місце злочину                   | CSI: Crime Scene Investigation       | Хайді Вульф (Епізод: "Time of Your Death")                |
| 2006      | с  | C.S.I.: Місце злочину Маямі          | CSI: Miami                           | Хейлі Гордон (Епізод: "Deviant")                          |
| 2006      | с  | Надприродне                          | Supernatural                         | Лейла Рурк (Епізод: "Faith")                              |
| 2006—2010 | с  | Декстер                              | Dexter                               | Рита Беннетт (49 епізодів)                                |
| 2007      | с  | Закон і порядок                      | Law & Order                          | Дон Стерлінг (Епізод: "Church")                           |
| 2009      | тф | У заручниках                         | Held Hostage                         | Мішель Рамскілл-Есті                                      |
| 2009      | тф | Відкорковані (Сомельє)               | Uncorked                             | Джонні Прентіс                                            |
| 2010      | с  | Відчайдушні домогосподарки           | Desperate Housewives                 | Робін Галлахер (5 епізодів)                               |
| 2010—2011 | с  | Незвичайна сім'я                     | No Ordinary Family                   | доктор Стефані Пауелл (головна роль)                      |
| 2011      | с  | Дорогий доктор                       | Royal Pains                          | Еліза (1 епізод)                                          |
| 2011—2012 | с  | Обдарована людина                    | A Gifted Man                         | Крістіна Голт (7 епізодів)                                |
| 2013      | тф | Одноосібна опіка                     | Sole Custod                          | Зої                                                       |
| 2013      | тф | Викрадена. Пошуки Софі Паркер        | Taken: The Search for Sophie Parker  | лейтенант Стіві (Стефані) Паркер                          |
| 2013—2015 | с  | Виклик                               | Defiance                             | майор Аманда Роузвотер (головна роль, 29 епізодів)        |
| 2015      | тф | Зачароване Різдво                    | Charming Christmas                   | Мередіт Россман                                           |
| 2015—2017 | с  | Гаваї 5.0                            | Hawaii Five-0                        | інспектор Еббі Данн (12 епізодів)                         |
| 2017      | тф | Різдвяне повернення додому           | Christmas Homecoming                 | Аманда                                                    |
| 2017      | с  | Тренувальний день                    | Training Day                         | Голлі Батлер (7 епізодів)                                 |
| 2019      | с  |                                      | Dark/Web                             | Райдшер (Епізод: "Rideshare")                             |
| 2019      | с  | Легкий як пір'їнка                   | Light as a Feather                   | Скай Керрас (2 епізоди)                                   |
| 2019      | с  | Як стати богом у центральній Флориді | On Becoming a God in Central Florida | Керол Вілкс (7 епізодів)                                  |
| 2019      | с  |                                      | V. C. Andrews' Heaven                | Кітті (1 епізод мінісеріалу)                              |
| 2021      | с  | З любов'ю, Віктор                    | Love, Victor                         | Шелбі (4 епізоди)                                         |
| 2022      | с  | 9-1-1: Самотня зірка                 | 9-1-1: Lone Star                     | Седі Бекер (4 епізоди)                                    |

### Відеоігри
| Рік  |    | Українська назва   | Оригінальна назва    | Роль        |
| ---- | -- | ------------------ | -------------------- | ----------- |
| 2004 | вг | Everybody's Golf 4 | Hot Shots Golf Fore! | Фібі та Емі |
| 2004 | вг | Halo 2             | Halo 2               | Міранда Кіз |